# Prévôté de Thionville
Entités précédentes :
- Châtellenie de Thionville

Entités suivantes :
- Bailliage de Thionville

La prévôté de Thionville (en allemand Probstei/Propstei Diedenhofen) est une ancienne prévôté du duché de Luxembourg, du XIIIe siècle jusqu'en 1659.

## Géographie
Les frontières de cette entité ont plusieurs fois changé jusqu'en 1659.
Au XVIIe siècle, la prévôté était délimitée au nord par les seigneuries de Soleuvre, Mont saint-jean et Roussy, à l'ouest par le duché de Bar, à l'est par le duché de Lorraine et au sud par les Trois-Évêchés (par le bailliage de Metz à partir de 1634).

## Histoire

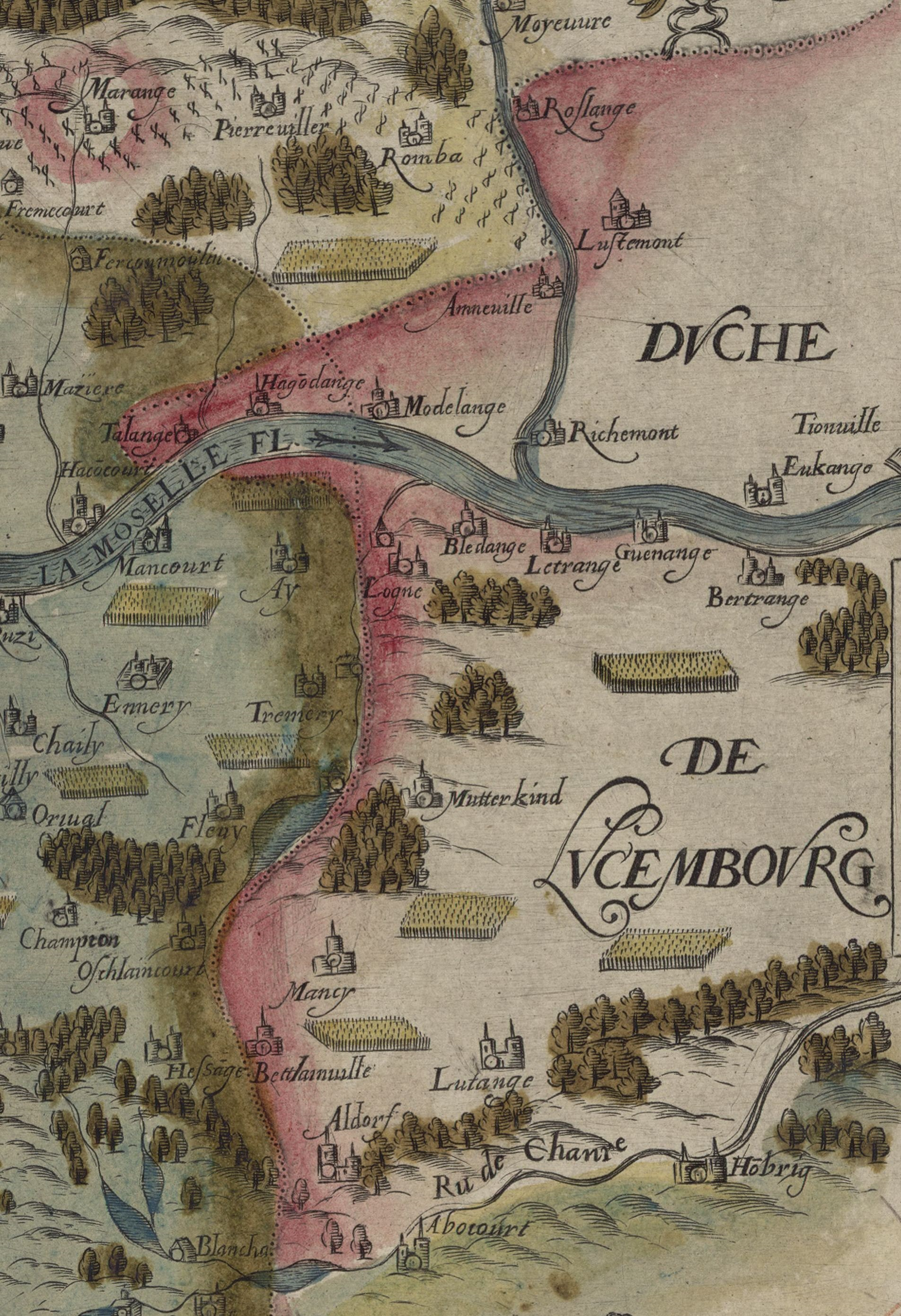
Frontière entre le pays messin et la prévôté en 1610. Incluant l'enclave luxembourgeoise de Marange.

Existant depuis au moins 1285, ce territoire était régi par la coutume de Luxembourg.
Certaines localités luxembourgeoises, bien que situées dans cette prévôté, n'en dépendaient pas.
À la suite du siège de 1643, la ville de Thionville est occupée par la France.
La prévôté fut officiellement rattachée au royaume de France en 1659 par le traité des Pyrénées, puis transformée en bailliage royal par un édit de novembre 1661.
Après cette date, d'autres localités luxembourgeoises furent plus tard cédées à la France puis incorporées dans ce bailliage. Comme Roussy, Rodemack, Beyren, Hagen, etc.
Le souverain des Pays-Bas acceptait d'abandonner à la France Thionville et tous les endroits soumis à sa juridiction prévôtale, ainsi que les seigneuries de Blettange, Cattenom, Hettange, Neubourg, Volkrange, Wolmerange et autres ressortissant du prévôt pour une partie seulement de leur juridiction. Cependant il refusait de laisser suivre les châteaux et seigneuries dont les possesseurs avaient la qualité de « seigneurs hauts justiciers » ayant droit de glaive et de haut command. Car cette nature de seigneuries ne dépendaient pas de l'autorité d'un prévôt, mais recevait directement les ordres du souverain. Les seigneuries de cette catégorie étaient les suivantes : Angevillers, Bertrange, Biesdorf, Ehlange, Florange, Fontoy, Lagrange, Logne, Luttange, Meilburg, Metzerwies, Richemont, Talange et Weinsberg.
Le commissaire du roi d'Espagne réclamait en outre, soit l'abandon, soit une compensation pour diverses dépendances
anciennes du duché de Luxembourg que la France avait occupées durant les guerres précédentes et qu'elle s'était obligée de restituer par le traité de Vervins en 1598, obligation que son gouvernement avait jusque-là toujours esquivée. Ces anciennes dépendances étaient les suivantes : le château et la seigneurie d'Ennery, le château et la seigneurie de Ladonchamp ; les lieux, villages et seigneuries de Flery, Ay, Malleroy, Argency, Servigny, Tremery et Villers-lez-Cusing.
Ces prétentions étaient contestées par la France, qui réclamait l'abandon de l'importante seigneurie de Rodemacher avec son château et ses arrière-fiefs d'Hesperange et de Preische ainsi que les seigneuries de Roussy et de Puttelange. Le royaume français finit par obtenir définitivement ces territoires en 1769 via une convention.
Avant cette convention, il existait beaucoup d'enclaves situées de part et d'autre de la frontière politique qui gênaient l'action administrative et le commerce des habitants. En effet, le traité des Pyrénées a cédé à la France la forteresse de Thionville, ainsi que « ses appartenances, dépendances et annexes, prévôtés et seigneuries ». Une cession ainsi exprimée, sans indication de limites naturelles, avait des chances de donner naissance à maintes difficultés et celles-ci ne tardèrent pas à se présenter. Sachant que les prévôtés du Luxembourg se composaient de seigneuries étant formées de plus ou moins de communautés souvent très éloignées les unes des autres, ou enclavées dans d'autres seigneuries ou prévôtés.

## Représentation
| Identité                            | Qualité                                                                                           |
| ----------------------------------- | ------------------------------------------------------------------------------------------------- |
| Thielemans dit Voise de Bettemberch | prévôt de Thionville en 1359                                                                      |
| Georges de Schiffeldange            | sous-prévôt de Thionville en 1495                                                                 |
| Roprecht von Bolsingen              | sous-prévôt et échevin à Thionville au XVIe siècle                                                |
| Jean de Wiltz                       | prévôt et gouverneur de Thionville au XVIe et XVIIe siècles                                       |
| Friederich von Brandenburch         | prévôt de Thionville en 1528                                                                      |
| Bernhart von Schauxenburgh          | gouverneur et prévôt de Thionville en 1576                                                        |
| Jean Steitgen ou Steichen           | prévôt de Thionville en 1643 et mort en 1658                                                      |
| Jacques Rouxel                      | comte de Grancei et de Médavi prévôt et juge royal jusqu'à la création du bailliage de Thionville |

## Composition

### 1528
Avertissement : le dénombrement de 1528 est étrangement donné deux fois dans l'ouvrage de M. Vannérus, une première fois page 249 et une deuxième fois page 306. La différence entre ces deux listes est que plusieurs noms de lieux ne sont pas écrits de la même façon et certains noms ne sont pas placés dans le même ordre. Il faut donc savoir que la liste ci-dessous est celle de la page 306.